# Metal Gear Solid 2: Sons of Liberty
Metal Gear Solid 2: Sons of Liberty (japanska: メタルギアソリッド2　サンズ・オブ・リバティ Hepburn: Metaru Gia Soriddo 2 Sanzu Obu Ribati?, även känt som MGS2) är ett actionspel och den fjärde delen i Hideo Kojimas Metal Gear-serie. Spelet släpptes 2002 till PlayStation 2 av Konami.

## Intrig
Handlingen i Sons of Liberty utforskar många sociala, filosofiska och cyberpunk-inspirerade motiv i detalj, samt angående memteorin, social ingenjörskonst, sociologi, artificiell intelligens, informationskontroll, konspirationsteorier, politisk och militär styrning, evolution, existentialism, censur, manipulering av fri vilja, verklighetens natur, utnyttjande av barn  och tabun såsom incest och sexuell läggning.

### Karaktärer
Huvudpersonen i MGS2 är en ung novisagent vid namn Raiden. Han får hjälp av sin befälhavare Colonel och av sin flickvän Rosemary. Allierade som han får under sitt uppdrag är Iroquois Pliskin, en mystisk Navy SEAL-soldat och som senare avslöjas som den förmodade terroristen Solid Snake; Peter Stillman, en bombexpert från NYPD; Hal "Otacon" Emmerich, en datorsäkerhetsspecialist; och en cyborgninja vid namn Mr. X.
Skurkarna i spelet kallar sig själva för "Sons of Liberty", en terroristgrupp som tar kontrollen över oljeplattformen Big Shell, inklusive antiterrorutbildningsenheten Dead Cell och en rysk legosoldatsstyrka. Gruppmedlemmarna inom Dead Cells är Vamp, en odödlig man med vampyrliknande förmågor; Fatman, en klotrund man med enastående bombkunskaper; och Fortune, en kvinna som kan lura döden på övernaturliga sätt. Ledaren för Sons of Liberty påstår sig vara Solid Snake, som tidigare förklarats död efter en terroristattack, men som senare visade sig vara Solidus Snake, en tredje klon inom "Les Enfants Terribles"-projektet. Allierade till Sons of Liberty är Olga Gurlukovich, befälhavare för den ryska legosoldatsstyrkan; och Revolver "Shalashaska" Ocelot, en landsförvisad rysk nationalist och tidigare agent för FOXHOUND, och som är Solid Snakes gamle ärkefiende och hantlangare åt Solidus Snake.
Övriga karaktärer inkluderar Emma Emmerich, Otacons styvsyster och en skicklig programmerare; Sergei Gurlukovich, Ocelots tidigare befälhavare och Olgas far; USA:s president James Johnson, som hålls som gisslan av Sons of Liberty; och den hemliga DIA-agenten Richard Ames. Dessutom återkommer Liquid Snake då han kommunicerar via Ocelot eftersom hans högra hand, som tidigare blivit avhuggen av Gray Fox i förra spelet, blivit ersatt med Liquids högra hand. Cameokaraktärer från det förra spelet inkluderar Mei Ling, en kommunikationsexpert, och Johnny Sasaki, en oturlig soldat med kroniska matsmältningsproblem.

### Handling
Solid Snake och Hal "Otacon" Emmerich bildar anti-Metal Gear-gruppen "Philantrophy". Efter ett tips skickas Snake till en båt på Hudsonfloden där en Metal Gear fraktas. Sedan Shadow Moses har nämligen ritningarna till Metal Gear kommit ut på svarta marknaden och bl.a. militären har utvecklat en Metal Gear. Båten blir snart kapad av ryska terrorister ledda av Shalashaska alias Revolver Ocelot och Sergei Gurlukovich. Ocelot vänder sig mot Gurlukovich och dödar honom tillsammans med en amerikansk general och alla de amerikanska soldaterna. Ocelot rymmer i Metal Gear och Snake filmas och blir syndabock som terroristledare. Båten går under tillsammans med Snake som till synes dör.
Fox Hound-agenten Raiden skickas till en oljeplattform byggd där båten gick under. Här har allt gått fel. Terrorister har tagit kontrollen och självaste presidenten har blivit kidnappad och tagits dit. Terroristerna består av Sergei Gurlukovichs gamla armé som nu tagits över av Revolver Ocelot och Olga Gurlukovich, Sergeis dotter som tror Snake dödade hennes far. Generalen som dödades med Sergei lämnade också efter sig en dotter, Fortune, en av medlemmarna i Dead Cell, ledda av en man som säger sig vara den överlevande Solid Snake, men som egentligen är den tredje superklonen av Big Boss, George Sears, USA:s före detta president. Raiden tar sig genom basen med hjälp av sin flickvän Rose och Fox Hound chef Roy Campbell på codec och L.G. Pliskin, den siste överlevande av en Navy Seals-grupp, men är han verkligen den han utger sig för att vara? Raiden får hjälp av en bombexpert att desarmera bomber utlagda av Dead Cell-medlemmen Fatman, han dödar Fatman och Vamp. Han hjälper Pliskins vän Otacon att rädda hans lillasyster Emma, men Emma klarar sig inte.
Spelet slutar med att Ocelot rymmer med Olgas barn och Solidus "Sears" Snake dödas på toppen av parlamentshuset i New York. LG Pliskin visar sig vara Solid Snake som överlevt båten, Rose är en agent som gick undercover för att hjälpa Raiden, Campbell är en AI och presidenten är bara en fasad för tolv utvalda "patrioter" som styr landet.

### Engelska röstskådespelare
- David Hayter - Solid Snake/Iroquois Plisken
- Quinton Flynn - Raiden/Jack
- Christopher Randolph - Hal "Otacon" Emmerich
- Paul Eiding - Col. Roy Campbell/Patriot AI
- John Cygan - Solidus Snake/George Sears
- Patric Zimmerman - Revolver Ocelot
- Cam Clarke - Liquid Snake
- Lara Cody - Rosemary
- Greg Eagles - Peter Stillman
- Jennifer Hale - Emma Emmerich
- Earl Boen - Sergei Gurlukovich
- Vanessa Marshall - Olga Gurlukovich
- Phil LaMarr - Vamp
- Maura Gale - Fortune
- Barry Dennen - Fatman
- Kevin Michael Richardson - CMC Scott Dolph

## Andra versioner
2003 släpptes en ny version av spelet, full med extramaterial, vid namn Metal Gear Solid 2: Substance till PlayStation 2, Xbox samt Windows.

## Mottagande
| Mottagande | Mottagande             |
| Samlingsbetyg | Samlingsbetyg          |
| Tjänst | Betyg                  |
| --- | ---------------------- |
| Gamerankings | 95.09%                 |
| Metacritic | 96/100                 |
| Recensionsbetyg |                        |
| Publikation | Betyg                  |
| Edge | 8/10                   |
| Electronic Gaming Monthly | 38.5/40                |
| Famitsu | 38/40                  |
| Game Informer | 10/10                  |
| Gamepro | [ 39 ]                 |
| Game Revolution | A                      |
| Gamesmaster | 96%                    |
| Gamespot | 9.6/10                 |
| Gamespy | [ 41 ]                 |
| Gamesradar | 96/100                 |
| Gamezone | 9.8/10                 |
| IGN | 9.7/10                 |
| Official PlayStation Magazine (US) | [ 33 ]                 |
| Official PlayStation Magazine (UK) | 10/10                  |
| PSM | 10/10                  |
| PSM3 | 96%                    |
| Gamereactor | 8/10                   |
| GameNOW | A+                     |
| Gamer.tv | 9.6/10                 |
| Gaming Target | 9.9/10                 |
| Just Adventure | A                      |
| Maxim | [ 34 ]                 |
| Next Generation Magazine | [ 33 ]                 |
| The Electric Playground | 9.7/10                 |
| \| Utmärkelser \| Utmärkelser \| \| Publikation \| Utmärkelse \| \| ------------- \| -------------------------- \| \| Game Informer \| Game of the Year[45] \| \| CESA Award \| Excellence Award[46] \| \| Edge \| Innovation of the Year[46] \| |                        |
| Utmärkelser |                        |
| Publikation | Utmärkelse             |
| Game Informer | Game of the Year       |
| CESA Award | Excellence Award       |
| Edge | Innovation of the Year |

Spelet har fått ett mycket positivt betyg från ett flertal spelkritiker.

### Utmärkelser
Metal Gear Solid 2: Sons of Liberty har bl.a. mottagit följande pris:
- E3 2000 Game Critics Awards: "Special Commendation for Graphics"[47]
- E3 2001 Game Critics Awards: "Best Console Game", "Best Action/Adventure Game"[48]
- Edge: "Innovation of the Year"[46]
- IGN Best of 2001: "Best Graphics", "Best Sound", "Best Story"
- Game Informer 2001 Game of the Year Awards: "Game of the Year"[45]
- GameSpot 2001 Game of the Year Awards: "Best Music", "Biggest Surprise"
- GameSpy 2001 Game Awards: "Best PS2 Action/Adventure Game", "Reader's Choice PS2 Game of the Year", "Best In-Game Cinematics", "Best Force Feedback"
- Japan Game Awards 2001-2002: "Excellence Award"[46]
- Academy of Interactive Arts & Sciences 2002: "Outstanding Achievement in Sound Design"[49]
- Guldpixeln 2002 för årets äventyrsspel.